# Египет на летних Олимпийских играх 2000
Египет принимал участие в Летних Олимпийских играх 2000 года в Сиднее в девятнадцатый раз за свою историю, но не завоевал ни одной медали. Сборную страны представляли 89 спортсменов.

## Результаты соревнований

### Академическая гребля
В следующий раунд из каждого заезда проходили несколько лучших экипажей (в зависимости от дисциплины). В финал A выходили 6 сильнейших экипажей, остальные разыгрывали места в утешительных финалах B-D.
Мужчины
| Соревнование | Спортсмены                     | Предварительный заезд | Предварительный заезд | Предварительный заезд | Отборочный заезд | Отборочный заезд | Отборочный заезд | Полуфинал             | Полуфинал             | Полуфинал             | Финал                 | Финал                 | Итоговое место |
| Соревнование | Спортсмены                     | Заезд                 | Время                 | Место                 | Заезд            | Время            | Место            | Заезд                 | Время                 | Место                 | Время                 | Место                 | Итоговое место |
| ------------ | ------------------------------ | --------------------- | --------------------- | --------------------- | ---------------- | ---------------- | ---------------- | --------------------- | --------------------- | --------------------- | --------------------- | --------------------- | -------------- |
| одиночки     | Али Ибрахим                    | 4                     | 7:21,32               | 4                     | 2                | 7:13,10          | 3                | Полуфинал C/D         | Полуфинал C/D         | Полуфинал C/D         | Финал C               | Финал C               | 12             |
| одиночки     | Али Ибрахим                    | 4                     | 7:21,32               | 4                     | 2                | 7:13,10          | 3                | 2                     | 7:17,06               | 1                     | 7:01,44               | 1                     | 12             |
| двойки       | Амир Темраз Алаа Эль-Дин Ахмед | 2                     | 7:15,63               | 5                     | 1                | 7:07,35          | 5                | завершили выступление | завершили выступление | завершили выступление | завершили выступление | завершили выступление | 14             |

### Велоспорт

#### Шоссейный велоспорт
Мужчины
| Соревнование         | Спортсмены            | Время     | Место | Отставание |
| -------------------- | --------------------- | --------- | ----- | ---------- |
| групповая гонка      | Махмуд Аббас          | DNF       | DNF   | DNF        |
| групповая гонка      | Мохамед Холафи        | DNF       | DNF   | DNF        |
| групповая гонка      | Амр Эль Нади          | DNF       | DNF   | DNF        |
| групповая гонка      | Мохамед Абдель Фаттах | DNF       | DNF   | DNF        |
| индивидуальная гонка | Амр Эль Нади          | 1 03' 18" | 36    | + 5.38     |

### Гимнастика

#### Спортивная гимнастика
В квалификационном раунде проходил отбор, как в финал командного многоборья, так и в финалы личных дисциплин. В финал индивидуального многоборья отбиралось 36 спортсменов с наивысшими результатами, а в финалы отдельных упражнений по 8 спортсменов, причём в финале многоборья страна не могла быть представлена более, чем 3 спортсменами, а в отдельных упражнениях не более, чем 2 спортсменами.
Мужчины
Многоборья
| Соревнование      | Спортсмены      | Квалификация        | Квалификация | Квалификация | Квалификация   | Квалификация        | Квалификация  | Квалификация | Квалификация | Финал                | Финал                | Финал                | Финал                | Финал                | Финал                | Финал                | Финал                |
| Соревнование      | Спортсмены      | Вольные выступления | Конь         | Кольца       | Опорный прыжок | Параллельные брусья | Перекладина   | Всего        | Место        | Вольные выступления  | Конь                 | Кольца               | Опорный прыжок       | Параллельные брусья  | Перекладина          | Всего                | Место                |
| ----------------- | --------------- | ------------------- | ------------ | ------------ | -------------- | ------------------- | ------------- | ------------ | ------------ | -------------------- | -------------------- | -------------------- | -------------------- | -------------------- | -------------------- | -------------------- | -------------------- |
| личное многоборье | Рауф Абдельрауф | не участвовал       | 8,300        | 9,100        | 9,462          | 8,350               | не участвовал | 35,212       | 80           | завершил выступление | завершил выступление | завершил выступление | завершил выступление | завершил выступление | завершил выступление | завершил выступление | завершил выступление |

Индивидуальные упражнения
| Соревнование        | Спортсмены      | Квалификация | Квалификация | Финал                | Финал                |
| Соревнование        | Спортсмены      | Очки         | Место        | Очки                 | Место                |
| ------------------- | --------------- | ------------ | ------------ | -------------------- | -------------------- |
| конь                | Рауф Абдельрауф | 8,300        | 76           | завершил выступление | завершил выступление |
| кольца              | Рауф Абдельрауф | 9,100        | 63           | завершил выступление | завершил выступление |
| опорный прыжок      | Рауф Абдельрауф | 9,462        | 34           | завершил выступление | завершил выступление |
| параллельные брусья | Рауф Абдельрауф | 8,350        | 78           | завершил выступление | завершил выступление |

### Дзюдо
Соревнования по дзюдо проводились по системе на выбывание. В утешительные раунды попадали спортсмены, проигравшие полуфиналистам турнира. Два спортсмена, одержавших победу в утешительном раунде, в поединке за бронзу сражались с проигравшими в полуфинале.
Мужчины
| Соревнование | Спортсмены           | Первый раунд                      | Второй раунд         | 1/8 финала           | Четвертьфинал        | Полуфинал            | Финал                | Место |
| Соревнование | Спортсмены           | Соперник Результат                | Соперник Результат   | Соперник Результат   | Соперник Результат   | Соперник Результат   | Соперник Результат   | Место |
| ------------ | -------------------- | --------------------------------- | -------------------- | -------------------- | -------------------- | -------------------- | -------------------- | ----- |
| до 73 кг     | Хаитхам Эль-Хоссейни | Эктор Ломбард (CUB) П 0000 — 1010 | завершил выступление | завершил выступление | завершил выступление | завершил выступление | завершил выступление | —     |

### Плавание
Спортсменов — 3
В следующий раунд на каждой дистанции проходили лучшие спортсмены по времени, независимо от места занятого в своём заплыве.
Мужчины
| Спортсмен       | Соревнование        | Предварительные заплывы | Предварительные заплывы | Полуфиналы | Полуфиналы | Финал     | Финал     |
| Спортсмен       | Соревнование        | Результат               | Место                   | Результат  | Место      | Результат | Место     |
| --------------- | ------------------- | ----------------------- | ----------------------- | ---------- | ---------- | --------- | --------- |
| Махмуд Эль-Вани | 200 м вольный стиль | 1:55,19                 | 46                      |            |            | Не прошёл | Не прошёл |
| Хани Эль-Теир   | 400 м вольный стиль | 4:04,23                 | 41                      |            |            | Не прошёл | Не прошёл |
| Хаитхам Хассан  | 100 м на спине      | 58,67                   | 44                      | Не прошёл  | Не прошёл  | Не прошёл | Не прошёл |

### Стрельба
Спортсменов — 4
После квалификации лучшие спортсмены по очкам проходили в финал, где продолжали с очками, набранными в квалификации. В некоторых дисциплинах квалификация не проводилась. Там спортсмены выявляли сильнейшего в один раунд.
Мужчины
| Спортсмен  | Соревнование   | Квалификация | Место | Финал     | Место     | Всего | Место |
| ---------- | -------------- | ------------ | ----- | --------- | --------- | ----- | ----- |
| Тарек Риад | Пистолет, 10 м | 571          | 27    | Не прошёл | Не прошёл | 571   | 27    |

Женщины
| Спортсмен           | Соревнование   | Квалификация | Место | Финал     | Место     | Всего | Место |
| ------------------- | -------------- | ------------ | ----- | --------- | --------- | ----- | ----- |
| Ясмин Хелми         | Винтовка, 10 м | 390          | 28    | Не прошла | Не прошла | 390   | 28    |
| Марва Султан        | Винтовка, 10 м | 376          | 49    | Не прошла | Не прошла | 376   | 49    |
| Хебаталла Эль-Вазан | Пистолет, 10 м | 379          | 16    | Не прошла | Не прошла | 379   | 16    |

### Фехтование
Спортсменов — 2
В индивидуальных соревнованиях спортсмены сражаются три раунда по три минуты, либо до того момента, как один из спортсменов нанесёт 15 уколов. В командных соревнованиях поединок идёт 9 раундов по 4 минуты каждый, либо до 45 уколов. Если по окончании времени в поединке зафиксирован ничейный результат, то назначается дополнительная минута до «золотого» укола.
Мужчины
| Соревнование         | Спортсмены        | 1/32 финала                    | 1/16 финала          | 1/8 финала           | Четвертьфиналы       | Полуфиналы           | Финал матч за 3-е место | Место |
| Соревнование         | Спортсмены        | Соперник Результат             | Соперник Результат   | Соперник Результат   | Соперник Результат   | Соперник Результат   | Соперник Результат      | Место |
| -------------------- | ----------------- | ------------------------------ | -------------------- | -------------------- | -------------------- | -------------------- | ----------------------- | ----- |
| Индивидуальная шпага | Мохамад Саиф (42) | Чжан Гао (CHN) (23) пор. 12:15 | завершил выступление | завершил выступление | завершил выступление | завершил выступление | завершил выступление    | 42    |

Женщины
| Соревнование         | Спортсмены       | 1/32 финала                | 1/16 финала           | 1/8 финала            | Четвертьфиналы        | Полуфиналы            | Финал матч за 3-е место | Место |
| Соревнование         | Спортсмены       | Соперник Результат         | Соперник Результат    | Соперник Результат    | Соперник Результат    | Соперник Результат    | Соперник Результат      | Место |
| -------------------- | ---------------- | -------------------------- | --------------------- | --------------------- | --------------------- | --------------------- | ----------------------- | ----- |
| Индивидуальная шпага | Май Мустафа (38) | Ли На (CHN) (27) пор. 5:15 | завершила выступление | завершила выступление | завершила выступление | завершила выступление | завершила выступление   | 39    |